# Łącki Młyn
Łącki Młyn (dodatkowa nazwa w j. kaszub. Łącczi Młin) – kolonia  w Polsce położona w województwie pomorskim, w powiecie bytowskim, w gminie Lipnica
Kolonia kaszubska w sołectwie Łąkie na Pojezierzu Bytowskim, w regionie Kaszub zwanym Gochami.
W latach 1975–1998 miejscowość administracyjnie należała do województwa słupskiego.